# Liste der Monuments historiques in Saint-Cyr-en-Talmondais
Die Liste der Monuments historiques in Saint-Cyr-en-Talmondais führt die Monuments historiques in der französischen Gemeinde Saint-Cyr-en-Talmondais auf.

## Liste der Bauwerke
| Bezeichnung            | Beschreibung | Standort | Kennzeichnung | Schutzstatus | Datum | Bild           |
| ---------------------- | ------------ | -------- | ------------- | ------------ | ----- | -------------- |
| Ponts du Port-la-Claye |              | (Lage)   | PA00110229    | Inscrit      | 1985  | weitere Bilder |